# Качагани
Качагани (груз. ყაჩაღანი, азерб. Qaçağan) — крупное азербайджанское село Марнеульского муниципалитета, края Квемо-Картли Грузии. Находится на юге Грузии, на территории исторической области Борчалы.

## География и климат
Село находится в 2 километрах от армяно-грузинской границы и 11 километрах от азербайджано-грузинской границы на живописном склоне Кавказских гор, берегу речки Дебеда. Граничит с селами Кирхило, Агамедли, Ахали-Мамудло, Кущи, Улашло, Текали Марнеульского муниципалитета и Юхары Копрулу Ноемберянского района Армении.

## История
Село Качагани было основано в 654 году, древнее название села неизвестно. Современное название возникло в 1118 году, когда своим названием именовал царь Давид Качаган.
- 654-1116 — Село принадлежало Тифлисскому Мусульманскому Эмирату.
- 1116-1118 — Село включено в состав Грузинского царства.
- 1118 — Село получило современное название — Качагани.
- 1460-1497 — Село принадлежало Государству Акконюнлу.
- 1501-1736 — Село принадлежало Сефевидской империи.
- 1801-1917 — Село входило в состав Российской империи.
- 1914-1918 — Жители села принимали участие в Первой мировой войне. На войне отличился Гамид Гюльмаммедов.
- 1916 — Мирза Мурад Асланов учредил в селе русско-татарскую школу.

## Население
По данным Государственного статистического комитета Грузии, согласно официальной переписи 2002 года, численность населения села Качагани составляет 5037 человека и на 100 % состоит из азербайджанцев.

## Экономика
Население в основном занимается овцеводством, скотоводством, овощеводством, плодоводством и сельским хозяйством. Этому способствуют многочисленные источники воды, которые славятся на всю округу. Среди источников воды можно отметить такие, как «Noy dərənin bulağı» (рус. «Источник долины Ной»), «Афлы Булаг», «Корабулаг», «Zoğallı dərənin bulağı» (рус. «Источник кизиловой долины»), «Nazik su» (рус. «Тонкая вода») и др. Данные источники обеспечивают жителей не только питьевой водой, но и используются для орошения полей и огородов.
29 августа 2013 года, компания «SOCAR Georgia Gas», учредителем которой является государственная нефтяная компания Азербайджана «SOCAR», в соответствии с программой газификации Грузии, завершила строительство газопровода к селу Качагани Марнеульского района и к селу Камарло Дманисского района. На церемонии запуска газопровода присутствовали министр энергетики Грузии Каха Каладзе, министр регионального развития и инфраструктуры Грузии Давид Нармания и президент «SOCAR Azerbaijan» Ровнаг Абдуллаев. По данным министерства энергетики, газопровод длиной 41,4 км обеспечит природным газом 1100 потенциальных абонентов села Качагани, а по газопроводу длиной 12,6 км голубое топливо получат 280 абонентов села Камарло.

## Инфраструктура
- Средняя школа
- Качаганское ковровое отделение Борчалинского коврового центра[6].
- Региональная Клиника им.Зулала Сеидова[7].
- Роддом
- Средняя школа №1[8].
- Средняя школа №2[9].
- Детский сад
- Дом культуры[10].
- Кафе "Карс", "Лале", "Горуш" и "Маран"[11].
- Ресторан "Борчалы"
- Общественный центр Качагана "Орталыг"
- Стоматология в общественном центре Качагана "Орталыг"
- Полицейский участок
- Банк
- Управление сельсовета
- Несколько парикмахерских
- Несколько салонов красоты
- Ферма
- Пекарная
- Баня
- Автобусная остановка
- Памятник в честь героев ВОВ
- Памятник погибшим во время ВОВ
- Памятник Гасану Сеидову

## Известные уроженцы
В селе родилось множество выдающихся деятелей

### Государственные и общественно-политические деятели
- Исрафил-бек Едигаров (1815—1885) — генерал-лейтенант Руcской императорской армии.
- Гасан Сеидов (1932—2004) — советский и азербайджанский государственный деятель, Председатель Совета Министров Азербайджанской ССР, член Президиума Совета Министров СССР с 1981 по 1989 гг. (Памятник Гасану Сейидову, воздвигнутый в 2003 году, ещё при жизни Архивная копия от 20 июня 2018 на Wayback Machine; Фотография Гасана Сейидова Архивная копия от 8 ноября 2015 на Wayback Machine).
- Вели Алиев (1927—1983) — советский общественный деятель Грузинской ССР, известный публицист и журналист.
- Мамед Мусаев (1897—1973) — советский политический деятель, принимавший участие в установлении советской власти в Грузии.

### Деятели культуры и искусства
- Таир Гусейнов (1930-93) — писатель, заслуженный деятель культуры СССР, автор множества книг.[12] (Фотография Таира Гусейнова).

### Герои Социалистического Труда СССР
- Дурсун Ахмедов (1929-80)
- Оруч Байрамов (1907-86)
- Магамед Коджаев (1912-72)
- Сафар Кумбатов (1903-60)
- Имран Мамедов (1927-?)
- Саят Масимов (1929-?)
- Самед Садыков (1903-89)

### Военные деятели, деятели правоохранительных органов, а также герои и участникиВОВ
- Магаррам Курбанов (1921-?) — ветеран ВОВ, награждённый Орденом Отечественной войны II степени.